# Anjum

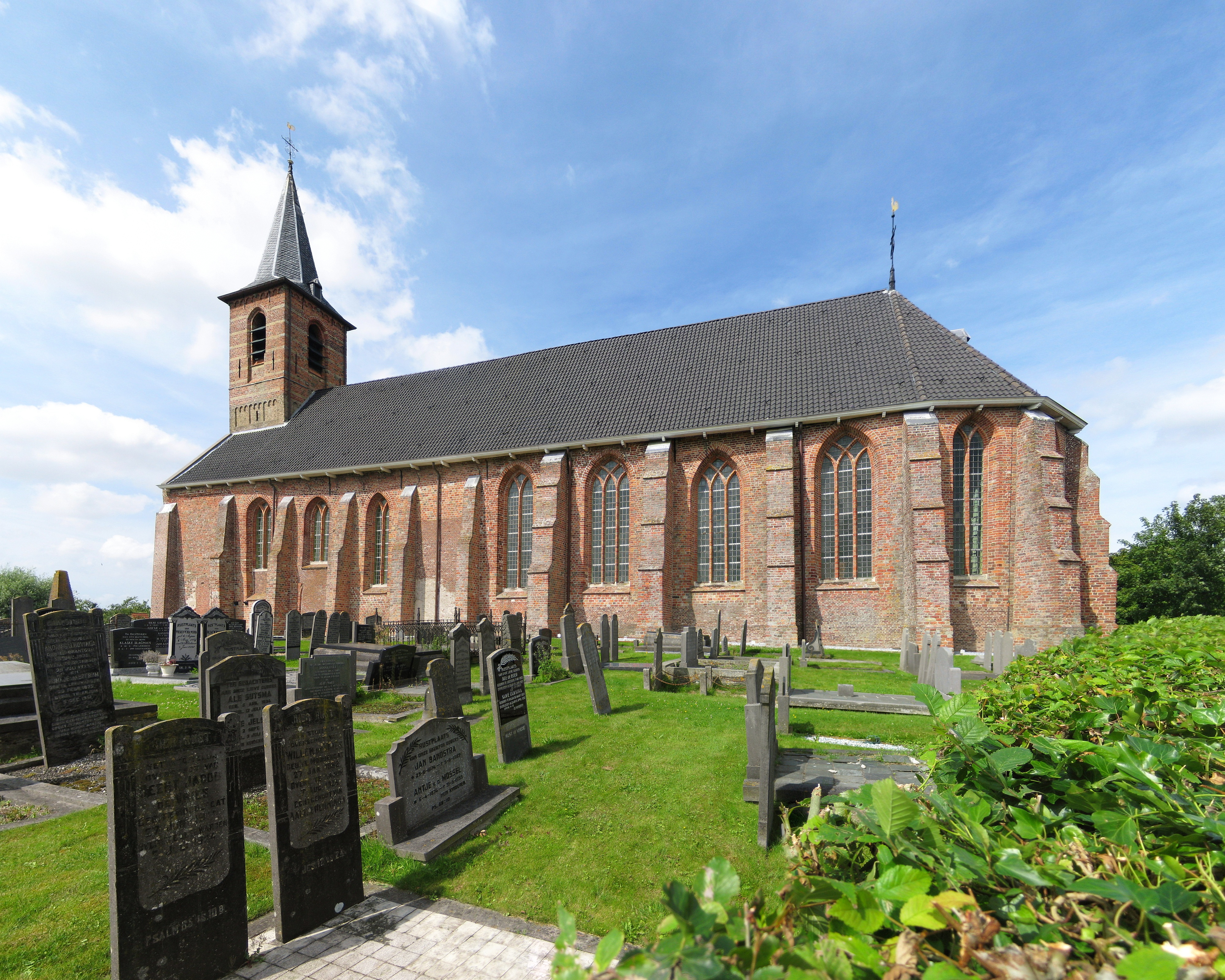
Anjum: la chiesa di San Michele

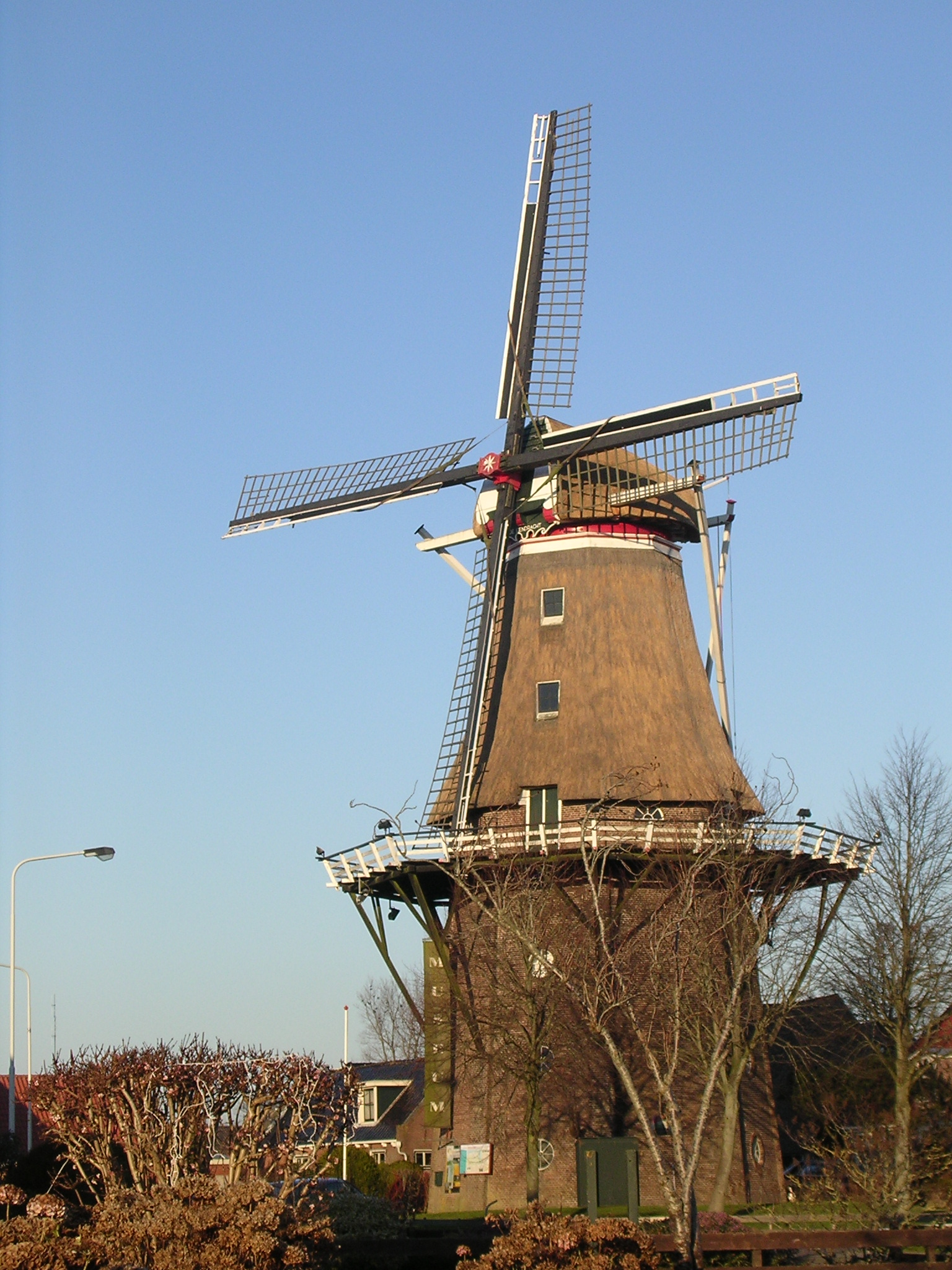
Anjum: il mulino De Eendracht

Anjum (in frisone: Eanjum) è un villaggio di circa 900 abitanti del nord-est dei Paesi Bassi, facente parte della provincia della Frisia. Tra i villaggi più antichi della Frisia nord-orientale, dal punto di vista amministrativo, è una frazione del comune di Dongeradeel; precedentemente (fino al 1983) aveva fatto parte della municipalità di Oostdongeradeel.

## Geografia fisica
Il villaggio di Anjum si trova nell'estremità nord-orientale della provincia della Frisia, a non molti chilometri dal confine con la provincia di Groninga e dalla costa che si affaccia sul Mare del Nord ed è situato ad ovest della sponda settentrionale del Lauwersmeer e tra le località di Lauwersoog e Kollum  (rispettivamente a sud/sud-ovest della prima e a nord della seconda).

## Origini del nome
Il toponimo Anjum/Eanjum, attestato anticamente come Anigheim (1150-1158), Anengum (XIII secolo), Aynghim  (1389), Anyghim, Aninge, Aninghen (1399), Aenghum (1401), Aenyom (1492), è formato dal termine antico frisone hem, che significa "centro abitato" e da un prenome, Ano o Ane.
È infatti probabile che intorno all'anno 1000 vivesse nel villaggio una persona con questo nome.

## Storia

### Dalla fondazione ai giorni nostri
Nel corso dell'XI secolo, fu fondata ad Anjum la prima chiesa, costruita in tufo.
Nel 1570, Anjum fu uno dei villaggi investiti dalla cosiddetta inondazione di Ognisssanti e 530 abitanti del posto persero la vita.
Tra il 1572 e il 1580 fu costruito ad Anjum un castello da Wilcke van Holdinga, il castello Holdinga, che sarebbe stato in seguito demolito nel 1832.
Il 28 novembre 1681, il villaggio fu investito da una tromba d'aria.
Una nuova sciagura colpì il villaggio nella notte tra il 25 e il 26 dicembre 1717: questa sciagura, causata dalla rottura di una diga e nota come inondazione di Natale, causò la morte di 53 abitanti del villaggio.

## Monumenti e luoghi d'interesse
Anjum conta 18 edifici classificati come rijksmonumenten.

### Architetture religiose

#### Chiesa di San Michele
Tra i principali edifici storici di Anjum, figura la chiesa di San Michele, più volte rimaneggiata nel corso dei secoli e le cui parti più antiche risalgono probabilmente all'anno 1000 ca.

### Architetture civili

#### Mulino De Eendracht
Altro edificio d'interesse ancora è il mulino De Eendracht, un mulino a vento risalente al 1889.

## Geografia antropica

### Suddivisioni amministrative
Buurtschappen
- Dykshoarne (in parte)
- Ezumazijl
- Teard

Dal punto di vista postale, dipende inoltre da Anjum il villaggio di Oostmahorn con le buurtschappen di Jewier e Stiem.

## Sport
- La squadra di calcio locale è il VV Anjum[10]